# Isola di Toshima
Toshima (利島) è un'isola vulcanica giapponese che appartiene all'arcipelago delle isole Izu ed è amministrata dal governo metropolitano di Tokyo. Si trova a sud di Tokyo e ad est della penisola di Izu, nella prefettura di Shizuoka. L'isola di Toshima fa parte del parco nazionale di Fuji-Hakone-Izu.
Non va confusa con l'omonima Toshima, uno dei 23 quartieri speciali di Tokyo.